# 职业装
职业装，为在办公室工作和白领阶层设计的服装。分为职业男装与职业女装。

## 职业男装
男士西服领带在正式的社交场合已成为了男人的标准职业装，职业制服的地位已经确定了。

## 职业女装
女士的职业装相对多样些，现在以西装套裙较为常见。

## 專業人士職業裝
- 法袍
- 實驗服
- 護士服
- 航空飛行員制服（英语：Airline pilot uniforms）